# Pleurothallis miranda
Pleurothallis miranda är en orkidéart som beskrevs av Carlyle August Luer. Pleurothallis miranda ingår i släktet Pleurothallis och familjen orkidéer. Inga underarter finns listade i Catalogue of Life.